# اديرليندو مورينو فرايره
اديرليندو مورينو فرايره (بالهولندية: Iderlindo Moreno Freire) (13 فبراير 1985 بروتردام في هولندا - ) هو لاعب كرة قدم هولندي في مركز الدفاع. لعب مع سبارتا روتردام ونادي دوردريخت ونادي روسيندال ‏ ونادي بينفايل ونادي سانتا كلارا.